# Shefki Kuqi
Shefki Kuqi, né le 10 novembre 1976 à Vučitrn, au Kosovo, est un ancien joueur international et entraîneur finlandais d'origine albanaise. Son frère cadet, Njazi Kuqi, est également footballeur international.

## Biographie

### Débuts de carrière
Kuqi commence sa carrière avec le club de Mikkelin Palloilijat, peu de temps après avoir émigré en Finlande. Plus tard, il rejoint le HJK Helsinki puis le FC Jokerit en 1re division finlandaise. En 2000, Kuqi se classe meilleur buteur du championnat finlandais. Ses bonnes performances lui permettent de rejoindre en janvier 2001, le club anglais de Stockport County.

### Carrière en Angleterre
En 2002, il rejoint Sheffield Wednesday, où il marque 19 fois entre janvier 2002 et septembre 2003. Malheureusement, Sheffield est relégué en 2e division anglaise. Beaucoup de gens sont alors stupéfiés de savoir que le directeur de Sheffield a laissé partir Kuqi pour Ipswich Town.
Il rejoint Ipswich Town en 2003. Il inscrit 20 buts avec Ipswich lors de la saison 2004-2005, ce qui lui permet d'accéder en première division avec les Blackburn Rovers lors de la saison 2005-2006.
Il rejoint Crystal Palace pour 2,5 millions de livres lors du mercato d'été 2006.
Le 31 août 2007, il est prêté quatre mois par Crystal Palace au club de Fulham. Puis en janvier 2008, il revient à Crystal Palace, en Championship.
En juin 2008, Shefki Kuqi est prêté pour une saison dans son ancien club, Ipswich Town, en Championship.
Son contrat avec Crystal Palace ayant pris fin, il s'engage le 1er juillet 2009 avec le club allemand de TuS Coblence.
Le 25 janvier 2010, il rejoint le club de Swansea City, bien placé pour monter en Premier League. Le 13 septembre 2010, il est cependant prêté à Derby County, pour une période de trois mois (12 matchs et 2 buts inscrits) et, le 13 décembre 2010, il regagne Swansea. Le mois suivant, il résilie son contrat. 
Il signe ensuite un contrat avec le club de Newcastle United le 10 février 2011, afin de pallier les blessures de Shola Ameobi et le départ d'Andy Carroll pour Liverpool.
Le 31 août 2011, il rejoint Oldham Athletic, club de League One. Il termine sa carrière en Écosse, à Hibernian.

### Carrière internationale
Kuqi commence sa carrière internationale le 18 août 1999 avec la sélection finlandaise contre la Belgique. Il devient alors un membre important de l'équipe.
Le 9 octobre 2004, il inscrit un doublé contre l'équipe d'Arménie.
Son bilan en sélection est de 62 matchs joués, pour 8 buts marqués, entre 1999 et 2010.

### Le Flying Finn
Kuqi suscite l'attention de quelques médias, particulièrement du Match of the Day (journal anglais) pour sa célébration de buts spectaculaires. Kuqi saute en avant avec les deux bras en dehors, le mouvement ressemble beaucoup au bellyflop, ce saut sera appelé le « Flying Finn ». Bien que ce saut puisse causer des blessures, Kuqi a indiqué qu'il ne se faisait pas mal.

## Palmarès
- HJK Helsinki
  - Championnat de Finlande
    - Champion : 1997

  - Coupe de Finlande
    - Vainqueur : 1998

  - Coupe de la Ligue finlandaise
    - Vainqueur : 1998